# Wolfsoniana

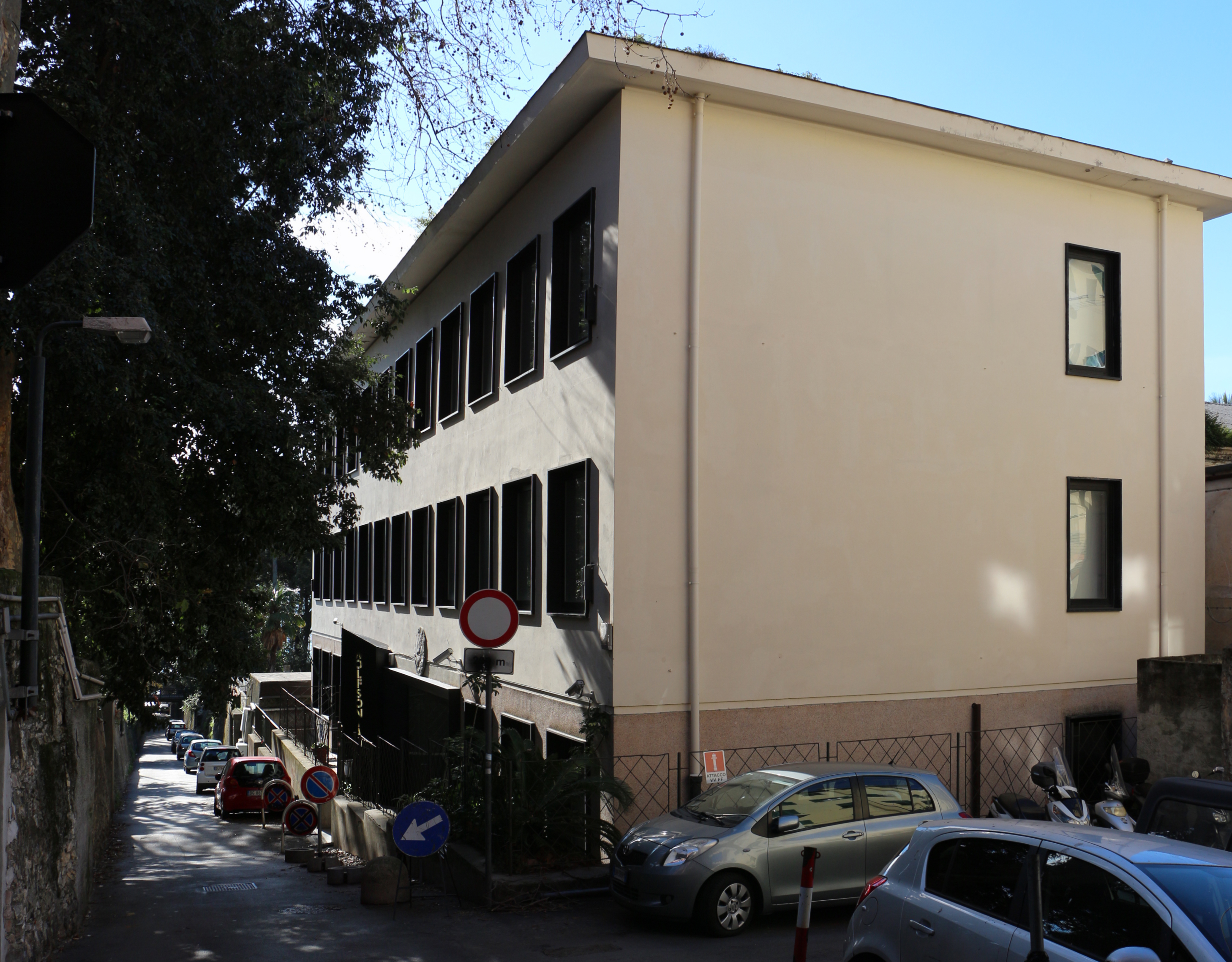
Das Museumsgebäude

Die Wolfsoniana ist eine Kunstsammlung im Stadtteil Nervi von Genua. Sie ist der Galerie für Moderne Kunst (italienisch Galleria d’Arte Moderna) in Genua angegliedert und gehört zur Museumsgruppe von Nervi. Das Museum befindet sich in der Via Serra Gropallo 4 im Herzen der Parchi di Nervi.
Stifter der Sammlung ist der US-amerikanische Diplomat Mitchell "Micky" Wolfson jr. (* 1939), Sohn des Medienunternehmers Mitchell Wolfson (1900–1983). Zuvor hatte er 1995 die Wolfsonian-Florida International University gegründet – ebenso wie die Genueser Wolfsonia ein Forschungszentrum und Museum für seine Sammlung von Möbeln, Textilien und Industriedesign.